# Jon Fosse
Jon Olav Fosse (Haugesund, 29 settembre 1959) è uno scrittore e drammaturgo norvegese, vincitore del Premio Nobel per la Letteratura 2023.

## Biografia
Autore in lingua nynorsk, ottenne notorietà nel suo paese nel 1983, con la pubblicazione del romanzo Raudt, Svart (Rosso, Nero), il cui titolo è ispirato al romanzo Le rouge et le noir, dell'autore francese Stendhal. Nel 1993 ottenne anche notorietà internazionale, grazie alla sua prima opera teatrale, Nokom kjem til å kome (Qualcuno arriverà).  Nel 2007 fu nominato cavaliere dell'Ordre national du Mérite in Francia, è considerato dal Daily Telegraph uno dei 100 geni viventi. Il governo norvegese gli ha concesso, per meriti letterari, di risiedere nella residenza di Grotten, edificio risalente al XIX secolo situata nel cortile del Palazzo reale.
Il 5 ottobre 2023 gli è stato assegnato il Premio Nobel per la Letteratura "per le sue opere innovative e la sua prosa che danno voce all'indicibile". Con Sant'Agostino ritiene che l'indicibilità sia la principale caratteristica con cui si esprime Dio e ciò che "la letteratura potente dice, o mostra".
Il 5 marzo 2024 al Teatro Carignano di Torino, in prima nazionale, diretto e interpretato da Valerio Binasco, ha debuttato La ragazza sul divano, affascinante opera introspettiva tra  presente e passato di una donna di mezza età, intenta a dipingere il ritratto di una ragazza seduta su un divano.
Nel 2012 si è convertito dal luteranesimo al cattolicesimo.
Con oltre 1.000 rappresentazioni sceniche delle sue opere, al 2025 è l'autore di teatro scandinavo più rappresentato al mondo dopo Ibsen. Da giovane fece parte di una band che aveva come idolo Neil Young.

## Opere

### Prosa
- Raudt, svart (1983).
- Stengd gitar (1985).
- Blod. Steinen er (1987).
- Naustet (1989).
- Flaskesamlaren (1991).
- Bly og vatn (1992).
- Dyrehagen Hardanger (1993).
- To forteljingar (1993).
- Prosa frå ein oppvekst (1994).
- Melancholia I (1995).
- Melancholia II (1996).
  -  Melancholia, Postfazione e traduzione di Cristina Falcinella, Collana Mine vaganti, Roma, Fandango, 2009, ISBN 978-88-604-4132-4. - Collana Oceani, Milano, La nave di Teseo, 2023, ISBN 978-88-346-1690-1.
- Eldre kortare prosa med 7 bilete av Camilla Wærenskjold (1998).
- Mattino e sera (Morgon og kveld, 2000), traduzione di Margherita Podestà Heir, Collana Oceani, Milano, La nave di Teseo, 2019, ISBN 978-88-934-4380-7.
- Det er Ales (2004).
- Andvake (2007).
- Kortare prosa (2011).
- Olavs draumar (2012).
- Kveldsvævd (2014).
- Trilogien (2014). [contiene le tre novelle: Andvake, Olavs draumar e Kveldsvævd]
  - Insonni, traduzione di C. Falcinella, Roma, Fandango, 2011, ISBN 978-88-604-4213-0.
- L'altro nome. Settologia I-II (Det andre namnet – Septologien I-II, 2019), traduzione di Margherita Podestà Heir, Collana Oceani, Milano, La nave di Teseo, 2021, ISBN 978-88-346-0457-1.
- Io è un altro. Settologia III-V (Eg er ein annan – Septologien III-V, 2020), traduzione di Margherita Podestà Heir, Collana Oceani, Milano, La nave di Teseo, 2023, ISBN 978-88-346-1512-6.
- Un bagliore, traduzione di Margherita Podestà Heir, Collana Oceani, Milano, La nave di Teseo, 2024, ISBN 978-8834617687.
- Un nuovo nome. Settologia VI-VII (Eit nytt namn – Septologien VI-VII, 2021), traduzione di Margherita Podestà Heir, Collana Oceani, Milano, La nave di Teseo, 2024, ISBN 978-88-346-1869-1.

### Teatro
- Qualcuno verrà (Nokon kjem til å komme, scritto nel 1992–93, rappresentato nel 1996).
- E non ci separeremo mai (Og aldri skal vi skiljast, 1994).
- Il nome (Namnet, 1995).
- Barnet (1996).
- Mor og barn (1997).
- Sonen (1997).
- Natta syng sine songar (1997).
- Gitarmannen (1999).
- Ein sommars dag (1999).
- Sogno d'autunno (Draum om hausten, 1999).
- Sov du vesle barnet mitt (2000).
- Visite (Besøk, 2000).
- Inverno (Vinter, 2000).
- Pomeriggio (Ettermiddag, 2000).
- Bellissimo (Vakkert, 2001).
- Variazioni di morte (Dødsvariasjonar, 2001).
- La ragazza sul sofà (Jenta i sofaen, 2002).
- Lilla (2003).
- Suzannah (2004).
- I cani morti (Dei døde hundane, 2004).
- Sa ka la (2004).
- Caldo (Varmt, 2005), traduzione di Franco Perrelli, Imola, Cue Press, 2018, ISBN 978-88-321-6091-8.
- Sonno (Svevn, 2005).
- Rambuku (2006).
- Ombre (Skuggar, 2006).
- Io sono il vento (Eg er vinden, 2007).
- Questi occhi (Desse auga, 2009).

#### Edizioni italiane
- Teatro. E non ci separeremo mai, Qualcuno verrà, Il nome, a cura di Vanda Monaco Westerståhl, Collana I Testi, Imola, CUE Press, 2023, ISBN 978-88-551-0308-4.
- Teatro, a cura di Rodolfo Di Giammarco, trad. di G. Perin e F. Ferrari, Collana Scritture, Roma, Editoria & Spettacolo, 2006, ISBN 978-88-890-3664-8. [contiene: Il nome, Qualcuno arriverà, E la notte canta, Sogno d'autunno, Inverno, La ragazza sul divano]
- Tre drammi. Variazioni di morte, Sonno, Io sono il vento, trad. e cura di Vanda Monaco Westersthåhl, Collana Lo spirito del teatro, Siena, Titivillus, 2012, ISBN 978-88-721-8342-7.
- La ragazza sul divano, traduzione di Graziella Perin, Collezione di teatro n.465, Torino, Einaudi, 2024, ISBN 978-88-062-6400-0.

### Saggistica
- Frå telling via showing til writing (1989).
- Saggi gnostici (Gnostiske essay, 1999), a cura e traduzione di Franco Perrelli, Imola, Cue Press, 2018, ISBN 978-88-997-3777-1.
- An Angel Walks Through the Stage and Other Essays, trad. inglese di May-Brit Akerholt, Dalkey Archive, 2015.

### Poesia
- Engel med vatn i augene (1986)
- Hundens bevegelsar (1990)
- Hund og engel (1992)
- Dikt 1986–1992 (1995). edizione riveduta
- Nye dikt 1991–1994 (1997)
- Dikt 1986–2001 (2001). Samla dikt. Lyrikklubben
- Auge i vind (2003)
- Dikt i samling (2009)
- Songar (2009)
- Dikt i samling (2011)
- Stein til stein (2013)
- Poesiar (2016)
- Ro mitt Hav (2019)

#### Edizioni italiane
- Ascolterò gli angeli arrivare, a cura di Andrea Romanzi, Crocetti, Milano 2024

## Premi e riconoscimenti
- 1992 – Nynorsk litteraturpris[8]
- 1997 – Aschehoug Prize[9]
- 1999 – Premio Dobloug[10]
- 2003 – Norsk kulturråds ærespris[11]
- 2003 – Nynorsk litteraturpris[8]
- 2005 – Premio Brage onorario[12]
- 2007 – Svenska Akademiens nordiska pris[13]
- 2007 – Deutscher Jugendliteraturpreis (BMFSFJ)[14]
- 2010 – Premio Internazionale Ibsen[15]
- 2014 – Premio europeo per la letteratura[16]
- 2015 – Nordic Council's Literature Prize[17]
- 2021 – Premio Brage, con A New Name[18]
- 2023 – Premio Nobel per la Letteratura[4]